# Tom McMillen
Charles Thomas "Tom" McMillen (Elmira (Nova Iorque, 26 de maio de 1952) é um ex-basquetebolista estadunidense que jogou 11 temporadas na NBA e uma mais na Liga italiana. Com 2,11 metros de altura, fazia-o na posição de ala-pivô. Depois de aposentar-se, foi congressista do Partido Democrata por Maryland entre 1987 e 1993.

## Trajetória esportiva

### Universidade
Jogou durante quatro temporadas com os  os Terrapins da Universidade de Maryland, quando obteve 20,5 pontos e 9,8 rebotes por partida. Em 1972 conseguiu com sua equipe no NIT, anotando 92 pontos nos 4 partidas que disputou, sendo eleito melhor jogador do torneio. Conseguiu ademais, nesse ano e ao seguinte, ser incluído no melhor quinteto da Atlantic Coast Conference. Em suas três últimas temporadas foi ademais incluído no terceiro melhor quinteto All-American.

### Seleção nacional
Foi convocado com a selecção de basquete de Estados Unidos que competiu nos Jogos Olímpicos de Munique 1972, quando ganharam a medalha de prata. Jogou nove partidas, nos que obteve média de 6,7 pontos.

### Profissional
Foi eleito na nona posição do Draft da NBA de 1974 por Buffalo Braves, mas decidiu ir jogar uma temporada à Sinudyne Bologna de Liga italiana. Depois de regressar, jogou temporada e meia com os Braves antes de ser transferido ao New York Knicks junto com Bob McAdoo a mudança de John Gianelli e dinheiro. Ao término da temporada foi novamente transferido, desta vez a Atlanta Hawks a mudança de uma futura segunda rodada do draft.
Nos Hawks teve por fim continuidade, sendo sua melhor temporada a primeira, a 1977-78, na que obteve 9,9 pontos e 6,1 rebotes por partido. Jogou 5 temporadas mais em Atlanta, alternando na quadra com Dan Roundfield, até que na temporada 1983-84 foi traspassado a Washington Bullets a mudança de Randy Wittman. Ali foi suplente de um jovem Rick Mahorn, disputando três temporadas a um bom nível antes de aposentar-se definitivamente.

#### Estatísticas na NBA

##### Temporada regular
| Temporada | Idade | Equipe             | Liga | P    | TIT  | Min  | TC   | TCA  | %TC  | 3P   | 3PA  | %3P  | TL   | TLA  | %TL  | R.of. | R.deF. | REB | ASIS | ROB | TAP | PER | FP  | PTS |
| 1975-76   | 23    | Buffalo Braves     | NBA  | 50   | 14.2 | 1.9  | 4.4  | .432 | 0.8  | 1.1  | .759 | 1.3  | 2.4  | 3.7  | 1.4  | 0.1   | 0.1    | 1.7 | 4.7  |     |     |     |     |     |
| 1976-77   | 24    | TOTAL              | NBA  | 76   | 19.6 | 3.6  | 7.4  | .487 | 1.3  | 1.6  | .780 | 1.5  | 3.6  | 5.1  | 0.9  | 0.1   | 0.1    | 2.1 | 8.5  |     |     |     |     |     |
| 1976-77   | 24    | Buffalo Braves     | NBA  | 20   | 13.5 | 2.3  | 4.6  | .489 | 1.3  | 1.8  | .722 | 1.5  | 2.2  | 3.6  | 0.8  | 0.1   | 0.1    | 1.5 | 5.8  |     |     |     |     |     |
| 1976-77   | 24    | New York Knicks    | NBA  | 56   | 21.8 | 4.1  | 8.4  | .486 | 1.3  | 1.6  | .805 | 1.5  | 4.1  | 5.7  | 0.9  | 0.2   | 0.1    | 2.4 | 9.4  |     |     |     |     |     |
| 1977-78   | 25    | Atlanta Hawks      | NBA  | 68   | 24.8 | 4.1  | 8.4  | .493 | 1.7  | 2.1  | .800 | 2.2  | 3.9  | 6.1  | 1.2  | 0.5   | 0.2    | 1.6 | 3.4  | 9.9 |     |     |     |     |
| 1978-79   | 26    | Atlanta Hawks      | NBA  | 82   | 17.0 | 2.8  | 6.1  | .466 | 1.3  | 1.5  | .891 | 1.6  | 2.5  | 4.0  | 0.8  | 0.2   | 0.4    | 1.1 | 2.6  | 7.0 |     |     |     |     |
| 1979-80   | 27    | Atlanta Hawks      | NBA  | 53   | 20.2 | 3.6  | 7.2  | .500 | 0.0  | 0.0  | .000 | 1.5  | 2.0  | .757 | 1.3  | 2.8   | 4.2    | 1.2 | 0.7  | 0.3 | 1.2 | 2.4 | 8.7 |     |
| 1980-81   | 28    | Atlanta Hawks      | NBA  | 79   | 19.8 | 3.2  | 6.6  | .487 | 0.0  | 0.1  | .167 | 1.0  | 1.4  | .741 | 1.2  | 2.5   | 3.7    | 0.9 | 0.3  | 0.3 | 1.0 | 2.1 | 7.4 |     |
| 1981-82   | 29    | Atlanta Hawks      | NBA  | 73   | 23   | 24.5 | 4.0  | 7.8  | .509 | 0.0  | 0.0  | .333 | 1.9  | 2.3  | .824 | 1.4   | 3.2    | 4.6 | 1.8  | 0.3 | 0.3 | 1.7 | 2.8 | 9.9 |
| 1982-83   | 30    | Atlanta Hawks      | NBA  | 61   | 4    | 22.4 | 3.2  | 7.0  | .467 | 0.0  | 0.0  | .000 | 1.8  | 2.2  | .812 | 0.9   | 2.6    | 3.6 | 1.2  | 0.3 | 0.4 | 1.3 | 2.3 | 8.3 |
| 1983-84   | 31    | Washington Bullets | NBA  | 62   | 5    | 20.9 | 3.6  | 7.2  | .497 | 0.0  | 0.1  | .167 | 2.0  | 2.5  | .814 | 1.0   | 2.2    | 3.2 | 1.2  | 0.2 | 0.3 | 1.1 | 2.6 | 9.2 |
| 1984-85   | 32    | Washington Bullets | NBA  | 69   | 21   | 22.4 | 3.7  | 7.7  | .472 | 0.0  | 0.1  | .000 | 1.6  | 2.0  | .830 | 0.9   | 2.1    | 3.0 | 0.8  | 0.1 | 0.2 | 0.6 | 2.4 | 8.9 |
| 1985-86   | 33    | Washington Bullets | NBA  | 56   | 1    | 15.4 | 2.3  | 5.1  | .460 | 0.0  | 0.1  | .000 | 1.1  | 1.4  | .810 | 0.8   | 1.2    | 2.0 | 0.6  | 0.2 | 0.2 | 0.6 | 1.5 | 5.8 |
| Total     | NBA   | 729                | 54   | 20.3 | 3.3  | 6.9  | .483 | 0.0  | 0.1  | .120 | 1.5  | 1.8  | .806 | 1.3  | 2.7  | 4.0   | 1.1    | 0.3 | 0.3  | 1.1 | 2.4 | 8.1 |     |     |

##### Playoffs
| Temporada | Idade | Equipe             | Liga | P  | Min | TCA | TC | 3PA | 3P | TLA | TL | R.of. | REB | ASIS | ROB | TAP | PER  | FP   | PTS  | %TC  | %3P   | %FT  | Min  | PTS | REB | AST |
| 1975-76   | 23    | Buffalo Braves     | NBA  | 1  | 3   | 1   | 2  | 0   | 0  | 1   | 1  | 0     | 0   | 0    | 1   | 2   | .500 | 3.0  | 2.0  | 1.0  | 0.0   |      |      |     |     |     |
| 1977-78   | 25    | Atlanta Hawks      | NBA  | 2  | 75  | 13  | 23 | 0   | 0  | 7   | 22 | 1     | 1   | 0    | 3   | 9   | 26   | .565 | 37.5 | 13.0 | 11.0  | 0.5  |      |     |     |     |
| 1978-79   | 26    | Atlanta Hawks      | NBA  | 9  | 163 | 20  | 46 | 16  | 19 | 14  | 34 | 7     | 2   | 1    | 8   | 21  | 56   | .435 | .842 | 18.1 | 6.2   | 3.8  | 0.8  |     |     |     |
| 1981-82   | 29    | Atlanta Hawks      | NBA  | 2  | 47  | 8   | 13 | 0   | 0  | 4   | 6  | 0     | 7   | 1    | 3   | 0   | 3    | 5    | 20   | .615 | .667  | 23.5 | 10.0 | 3.5 | 0.5 |     |
| 1982-83   | 30    | Atlanta Hawks      | NBA  | 3  | 39  | 4   | 12 | 0   | 0  | 2   | 2  | 3     | 7   | 2    | 1   | 2   | 3    | 5    | 10   | .333 | 1.000 | 13.0 | 3.3  | 2.3 | 0.7 |     |
| 1983-84   | 31    | Washington Bullets | NBA  | 4  | 42  | 4   | 16 | 0   | 0  | 1   | 2  | 1     | 2   | 3    | 0   | 0   | 1    | 6    | 9    | .250 | .500  | 10.5 | 2.3  | 0.5 | 0.8 |     |
| 1984-85   | 32    | Washington Bullets | NBA  | 1  | 7   | 0   | 4  | 0   | 1  | 0   | 0  | 3     | 5   | 1    | 0   | 0   | 0    | 1    | 0    | .000 | .000  | 7.0  | 0.0  | 5.0 | 1.0 |     |
| 1985-86   | 33    | Washington Bullets | NBA  | 4  | 54  | 8   | 16 | 0   | 0  | 0   | 0  | 1     | 5   | 7    | 3   | 0   | 2    | 2    | 16   | .500 | 13.5  | 4.0  | 1.3  | 1.8 |     |     |
| Total     | NBA   | 26                 | 430  | 58 | 132 | 0   | 1  | 23  | 29 | 30  | 83 | 22    | 10  | 3    | 20  | 50  | 139  | .439 | .000 | .793 | 16.5  | 5.3  | 3.2  | 0.8 |     |     |